# Dycladia
Dycladia is een geslacht van vlinders van de familie spinneruilen (Erebidae), uit de onderfamilie Arctiinae.

## Soorten
- D. basimacula Schaus, 1924
- D. correbioides Felder, 1869
- D. lucetius Cramer, 1782
- D. lydia Druce, 1900
- D. marmana Schaus, 1924
- D. melaena Hampson, 1898
- D. transacta Walker
- D. vitrina Rothschild, 1911
- D. xanthobasis Hampson, 1909